# Maria de Sicília
Maria de Sicília (Catània, 1363 – Lentini, 1401) fou reina de Sicília (1377-1401), filla i hereva de Frederic el Senzill. Com que son pare morí quan encara era molt jove, el govern efectiu fou confiat a quatre vicaris: Artal d'Alagó, Manfredi Chiaromonte, Guillem de Peralta i Francesco Ventimiglia. El primer negocià el matrimoni de Maria amb Joan Galeàs Visconti, però Pere el Cerimoniós considerà que era molt perjudicial per a la seva política d'unificació dels estats governats per dinasties catalanes i el 1378 envià una flota a Pisa, que va destruir la de Visconti i va impedir que passés a Sicília. Poc després Maria era raptada a Catània per un noble sicilià, Guillem Ramon de Montcada, que la portà a Augusta, on la lliurà a les tropes catalanes que Pere el Cerimoniós hi envià (1380). La reina fou portada el 1382 a Sardenya i el 1384 a Catalunya, on començà a preparar-se la intervenció a l'illa.
El 1390 Maria es casà amb Martí el Jove, nebot del rei Joan el Caçador i fill de l'infant Martí. El 1392 els reis Maria i Martí tornaren cap a Sicília amb una força militar i aconseguiren amb èxit vèncer l'oposició dels barons, regnant ambdós conjuntament fins a la mort de Maria l'any 1401. Després d'allò, Martí el Jove rebutjà el tractat de 1372 signat pel darrer rei, Frederic el Simple, i regnà Sicília ell a soles.

## Interès científic
El 1385, el seu avi, el rei Pere el Cerimoniós va regalar-li, un dels rellotges que tenia. No feia ni un segle que s'havia inventat el rellotge mecànic. Primer pels campanars i aviat també per les cambres privades. Per tant, no deixa de ser important l'interès que podria tenir Maria per disposar de rellotge domèstic. El rellotge que li va donar el seu avi era un de petit en què hi havia una figura que tocava la campana amb un martell de ferro: «...ço es aquell menor en lo qual ha una ymage petita de hom que fa ab una maça de ferre» Descripció que descriu clarament un rellotge domèstic de soneria amb un “jaquemart” o autòmat que toca les hores.